# Elecciones presidenciales de Estados Unidos de 2016 en Nueva Jersey
Las Elecciones presidenciales de Estados Unidos en Nueva Jersey de 2016 fue ganada por Secretaria de Estado Hillary Clinton el 8 de noviembre de 2016, con el 55.5% de los votos sobre Donald Trump del 41.35%.  Nueva Jersey 14  votos electorales fueron asignados a Clinton y su Compañero de fórmula el Senador Tim Kaine.
- Datos: Q23018312
- Multimedia: United States presidential election in New Jersey, 2016 / Q23018312